# Fuga geográfica

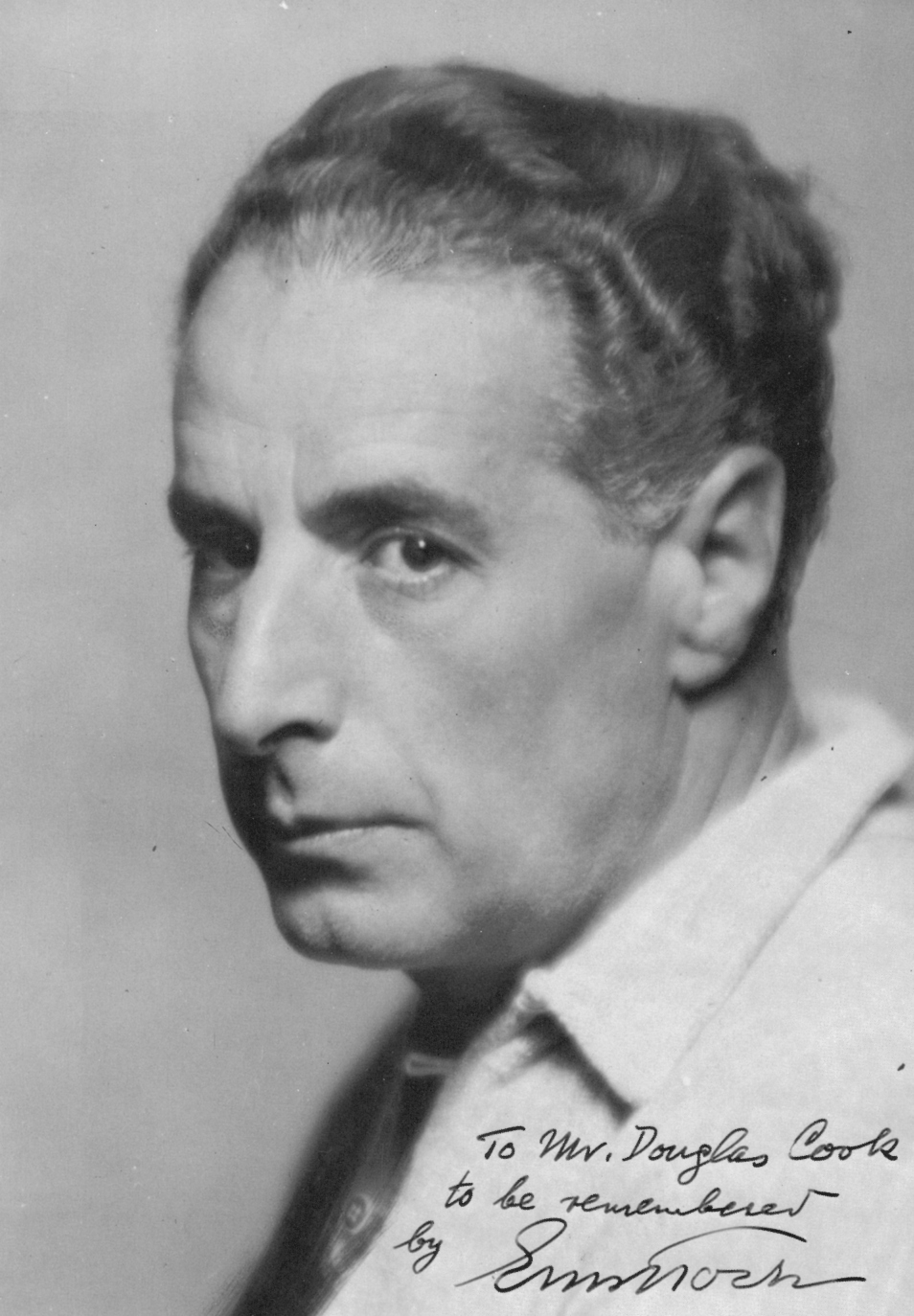
Autor de la pieza, Ernst Toch

La Fuga geográfica o Fuge aus der Geographie es la pieza más conocida para Canto coral escrita por Ernst Toch.
Toch fue un destacado compositor en los años 20 en Berlín, e implementa el Spoken Chorus.
La composición tuvo un éxito inmediato desde que fue interpretada por primera vez en junio de 1930 como el tercer movimiento de su suite Gesprochene Musik (música hablada). Es la pieza más interpretada de Toch, aunque el propio autor la calificó como un divertimento sin importancia.

## Composición
Fue escrita en forma de fuga, y consiste en cuatro voces que enuncian diferentes ciudades, países y otras entidades geográficas. Cuenta con seis páginas y 12 caras. La fuga termina con un sonido vibrante alveolar múltiplesostenido coincidiendo con la "R" de la palabra "Ratibor!" ("Trinidad" en la versión inglesa).
Las voces se suceden de la forma tenor, alto, soprano, y por último, bajo.

## Texto

### Traducción
La obra fue originalmente escrita en alemán para ser posteriormente traducida al inglés de las manos de John Cage y Henry Cowell. No existe una traducción ampliamente traducida al español, siendo común interpretarla por permutaciones de los versos inglés. 
| Texto original en lengua alemana Ratibor! Und der Fluss Mississippi und die Stadt Honolulu und der See Titicaca; Der Popocatepetl liegt nicht in Kanada, sondern in Mexiko, Mexiko, Mexiko. Kanada, Malaga, Rimini, Brindisi, Kanada, Malaga, Rimini, Brindisi. Ja! Athen, Athen, Athen, Athen, Nagasaki, Yokohama, | Texto traducido a lengua inglesa Trinidad! And the big Mississippi and the town Honolulu and the lake Titicaca, the Popocatepetl is not in Canada, rather in Mexico, Mexico, Mexico! Canada, Málaga, Rimini, Brindisi Canada, Málaga, Rimini, Brindisi Yes, Tibet, Tibet, Tibet, Tibet, Nagasaki! Yokohama! Nagasaki! Yokohama! |